# Actua Soccer
Actua Soccer est une série de jeux vidéo de football développée par Gremlin Interactive. La série est constituée de quatre titres sortis entre 1995 et 1999. Le jeu officiel de l'Euro 1996, réalisé par Gremlin Interactive ne fait pas partie de la série des Actua Soccer. 

## Titres

### Actua Soccer
Le jeu sort fin 1995 sur PlayStation, Saturn et PC. Trois joueurs de Sheffield Wednesday, Chris Woods, Graham Hyde et Andy Sinton ont servi de modèle pour la capture de mouvement. Le jeu ne comporte que des équipes nationales. Par la suite l'éditeur propose Actua Soccer: Club Edition qui comporte les vingt équipes du Championnat d'Angleterre de football 1996-1997. 

### Actua Soccer 2
Le jeu sort en France en décembre 1997. Trevor Brooking et Barry Davies prêtent leur voix pour les commentaires. Alan Shearer figure sur la boîte du jeu. Les footballeurs Michael Owen et Simon Tracey ont servi de modèle pour la capture de mouvement.

### Actua Soccer 3
Le jeu sort en France à la fin de l'année 1998 sur PC et Playstation. Suivant les pays le joueur figurant sur la boîte du jeu change. Oliver Bierhoff pour l'Allemagne, Ibrahim Ba pour la France, George Weah pour l'Italie, Alan Shearer pour le Royaume-Uni. 
Pour la première fois le jeu propose des équipes de clubs en plus des habituelles sélections nationales. Martin O'Neill et Barry Davies prêtent leur voix pour les commentaires. Le jeu possède une seule chanson : Let Me Entertain You de Robbie Williams. Pour les séquences d'introductions des matchs on peut entendre Cavalleria rusticana de Pietro Mascagni.
Le jeu reçoit la note 16/20 sur Jeuxvideo.com